# 塔虎城站
塔虎城站是位于吉林省前郭尔罗斯蒙古族自治县塔虎城村的一个铁路车站，邮政编码131111。车站建于1971年，有长白铁路经过该站，现仅办理货运业务，不办理客运业务，车站及其上下行区间均已电气化。车站距离长春站201公里，隶属沈阳铁路局，是四等站。